# Banksia sect. Oncostylis
Banksia sect. Oncostylis es una de las cuatro secciones del subgénero Banksia subg. Banksia. Contiene las especies de Banksia  con pistilos en forma de gancho. Todas las especies en Oncostylis también muestran una secuencia de arriba abajo de la flor en la floración, a excepción de Banksia nutans que es de abajo arriba.
Banksia sect. Oncostylis se divide en cuatro series, sobre todo por la forma general de la inflorescencia:
- Banksia ser. Spicigerae consta de siete especies con  inflorescencias cilíndricas.
- Banksia ser. Tricuspidae contiene una sola especie, Banksia tricuspis.
- Banksia ser. Dryandroideae contiene una sola especie, Banksia dryandroides.
- Banksia ser. Abietinae contiene 13 especies con inflorescencias que son esféricas o casi.

Todas las especies de  Oncostylis son endémicas de suroeste de Australia Occidental, a excepción de dos miembros de la serie Spicigerae, Banksia ericifolia y Banksia spinulosa, las cuales son endémicas de la costa este de Australia.